# Анґорам
Анґорам (англ. Angoram) — місто в Папуа Новій Гвінеї, у провінції Східний Сепік, район Анґорам.

## Географія
Місто розташоване на річці Сепік за 693 км від столиці країни — міста Порт-Морсбі, на висоті 5 м над рівнем моря.

### Клімат
Місто знаходиться у зоні, котра характеризується вологим тропічним кліматом. Найтепліший місяць — січень із середньою температурою 27.5 °C (81.5 °F). Найхолодніший місяць — липень, із середньою температурою 26.8 °С (80.2 °F).
| Клімат Анґорама         | Клімат Анґорама | Клімат Анґорама | Клімат Анґорама | Клімат Анґорама | Клімат Анґорама | Клімат Анґорама | Клімат Анґорама | Клімат Анґорама | Клімат Анґорама | Клімат Анґорама | Клімат Анґорама | Клімат Анґорама | Клімат Анґорама |
| Показник                | Січ.            | Лют.            | Бер.            | Квіт.           | Трав.           | Черв.           | Лип.            | Серп.           | Вер.            | Жовт.           | Лист.           | Груд.           | Рік             |
| Середня температура, °C | 27,5            | 27,4            | 27,1            | 27,4            | 27,5            | 27,4            | 26,8            | 27              | 27              | 27,3            | 27,5            | 27,3            | 27,3            |
| Норма опадів, мм        | 216.9           | 237.7           | 249.2           | 243.8           | 176.5           | 112.6           | 102.3           | 99.6            | 113.5           | 183.8           | 245.4           | 240.1           | 2221.4          |
| Днів з опадами          | 18              | 17,7            | 19,5            | 20              | 20,6            | 18,7            | 17,5            | 14,8            | 16,1            | 18,5            | 18,5            | 17,8            | 217,7           |
| Вологість повітря, %    | 81.4            | 82.6            | 82.5            | 82.1            | 82.9            | 81.7            | 82.3            | 80.7            | 79.7            | 79.7            | 79.7            | 81              | 81.4            |
| ----------------------- | --------------- | --------------- | --------------- | --------------- | --------------- | --------------- | --------------- | --------------- | --------------- | --------------- | --------------- | --------------- | --------------- |
| Джерело: Weatherbase    |                 |                 |                 |                 |                 |                 |                 |                 |                 |                 |                 |                 |                 |

Місцевість відома каучуком і плантаціями какао теоброма. Місто обслуговує аеропорт Анґорам.

## Населення
За даними на 2013 рік чисельність населення міста становила 2622 осіб.
Динаміка зміни чисельності населення міста за роками (кількість осіб): 
| Рік       | 1980  | 1990    | 2013    |
| --------- | ----- | ------- | ------- |
| Населення | 1 800 | ▼ 1 400 | ▲ 2 622 |